# Costa de Marfil en los Juegos Mundiales de Breslavia 2017
Costa de Marfil fue uno de los 102 países que participaron en los Juegos Mundiales de 2017, celebrados en la ciudad de Breslavia, Polonia.
La delegación de Costa de Marfil estuvo compuesta de un único atleta, que estuvo en las competencias de Ju-Jitsu.
Costa de Marfil no ganó ninguna medalla en el evento.

## Ju-Jitsu
El único deportista de Costa de Marfil en los X Juegos Mundiales, no se presentó a participar en la prueba en la que estaba inscrito, por lo que dejó a su país sin participación en el evento, tal y como ocurrió a Turkmenistán
| Masculino    |               |                |                |                |                |                |                |                |                |                |                |                |                |                |
| Djet Djatchi | Combate 94 kg | No se presentó | No se presentó | No se presentó | No se presentó | No se presentó | No se presentó | No se presentó | No se presentó | No se presentó | No se presentó | No se presentó | No se presentó | No se presentó |

- Datos: Q36518907